# Карлос Молодший
Карлос Марія де лос Долорес Хуан Ісідро Франсіско Кіріно Антоніо Мігель Габріель Рафаель де Бурбон-і-Аустрія-Есте (ісп. Carlos María de los Dolores Juan Isidro Francisco Quirino Antonio Miguel Gabriel Rafael de Borbón y Austria-Este), або дон Карлос Молодший (ісп. Don Carlos Minor; 30 березня 1848 — 18 липня 1909) — іспанський інфант з династії Бурбонів, герцог Мадридський, вождь карлістів, претендент на іспанський; і як  Карл XI нафранцузький престоли.

## Життєпис
Був старшим сином дона Хуана й ерцгерцогині Марії-Беатриси Австрійської (дочки Франческо IV д'Есте); онук першого з карлістських претендентів — дона Карлоса Старшого (Карл V), правнук іспанського короля Карла IV.
У дитячому віці нетривалий час жив з батьками в Лондоні, де народився його молодший брат Альфонс-Карлос. Після того, як їхній батько, який мав надто ліберальні для карлістів погляди, залишив їхню матір, вона з дітьми оселилась у Модені. Її брат — герцог Франческо V — був значною мірою відповідальним за освіту хлопчиків та головним чином вплинув на них на ранніх етапах їхнього життя. Карлос був відомий своїми традиціоналістськими поглядами, що сильно відрізнялись від поглядів батька.
Претендував (під іменем Карла VII) на іспанський престол після зречення свого батька 1868 року.
Три повстання (1869, 1870, 1872), підбурені на його користь, закінчились невдало. У 1872—1876 роках під його контролем перебувала значна частина континентальної Іспанії (Країна Басків, Наварра, Каталонія, Валенсія).
Після зречення короля Амадея дон Карлос знову з'явився в Іспанії та здобув низку перемог над урядовими військами, втім вони не пішли йому на користь: суспільна думка було обурена його жорстокістю до полонених. Багато прибічників дона Карлоса почали залишати його; грошова підтримка від легітимістів з Франції та єзуїтів з Рима почала танути. Дон Карлос був змушений залишити Іспанію, та втік до Франції.
Помер у ломбардському місті Варезе. Був похований у Кафедральному соборі Трієста (так званому «Карлістському Ескоріалі»).

## Ордени
Французькі династичні ордени, великим магістром яких, як легітимний претендент на престол Франції, був Карло XI:
- 13-й Великий Магістр Ордену Святого Духа (1887) (оспарюється іншими)
- 20-й Великий Магістр Орден Святого Михайла (1887) (оспарюється іншими)
- 10-й Великий Магістр Ордену Святого Луї (1887) (оспарюється іншими)

Іспанські династичні ордени, великим магістром яких, як карліський претендент на Іспанський престол, був Карло VII:
- великий  магістр Ордену Золотого руна (1868)
- великий  магістр Ордену Карлоса III (1868)
- великий  магістр Орден Святого Герменеґільда (1868)
- великий  магістр Орден Святого Фердинандо (1868)

Ордени під захистом короля Іспанії:
- великий  магістр Орден Сантьяго (1868)
- великий  магістр Орден Монтеси (1868)
- великий  магістр Орден д'Алькантара (1868)
- великий  магістр Орден де Калатрава (1868).

## Генеалогія
|                        |                        |                        |                        | Карл IV                | Карл IV                | Карл IV               | Карл IV               | Карл IV               | Карл IV               |                       |                       | Марія Луїза Пармська        | Марія Луїза Пармська        | Марія Луїза Пармська        | Марія Луїза Пармська        | Марія Луїза Пармська        | Марія Луїза Пармська        |                           |                           |                           |                           | Віктор Амадей III | Віктор Амадей III | Віктор Амадей III | Віктор Амадей III | Віктор Амадей III | Віктор Амадей III |                  |                  | Марія Антонія Іспанська | Марія Антонія Іспанська | Марія Антонія Іспанська | Марія Антонія Іспанська | Марія Антонія Іспанська | Марія Антонія Іспанська |                     |                     | Фердинанд Карл Австрійський     | Фердинанд Карл Австрійський     | Фердинанд Карл Австрійський     | Фердинанд Карл Австрійський     | Фердинанд Карл Австрійський     | Фердинанд Карл Австрійський     |                          |                          | Марія Беатріче д'Есте    | Марія Беатріче д'Есте    | Марія Беатріче д'Есте    | Марія Беатріче д'Есте    | Марія Беатріче д'Есте    | Марія Беатріче д'Есте    |
|                        |                        |                        |                        | Карл IV                | Карл IV                | Карл IV               | Карл IV               | Карл IV               | Карл IV               |                       |                       | Марія Луїза Пармська        | Марія Луїза Пармська        | Марія Луїза Пармська        | Марія Луїза Пармська        | Марія Луїза Пармська        | Марія Луїза Пармська        |                           |                           |                           |                           | Віктор Амадей III | Віктор Амадей III | Віктор Амадей III | Віктор Амадей III | Віктор Амадей III | Віктор Амадей III |                  |                  | Марія Антонія Іспанська | Марія Антонія Іспанська | Марія Антонія Іспанська | Марія Антонія Іспанська | Марія Антонія Іспанська | Марія Антонія Іспанська |                     |                     | Фердинанд Карл Австрійський     | Фердинанд Карл Австрійський     | Фердинанд Карл Австрійський     | Фердинанд Карл Австрійський     | Фердинанд Карл Австрійський     | Фердинанд Карл Австрійський     |                          |                          | Марія Беатріче д'Есте    | Марія Беатріче д'Есте    | Марія Беатріче д'Есте    | Марія Беатріче д'Есте    | Марія Беатріче д'Есте    | Марія Беатріче д'Есте    |
|                        |                        |                        |                        |                        |                        |                       |                       |                       |                       |                       |                       |                             |                             |                             |                             |                             |                             |                           |                           |                           |                           |                   |                   |                   |                   |                   |                   |                  |                  |                         |                         |                         |                         |                         |                         |                     |                     |                                 |                                 |                                 |                                 |                                 |                                 |                          |                          |                          |                          |                          |                          |                          |                          |
|                        |                        |                        |                        |                        |                        |                       |                       |                       |                       |                       |                       |                             |                             |                             |                             |                             |                             |                           |                           |                           |                           |                   |                   |                   |                   |                   |                   |                  |                  |                         |                         |                         |                         |                         |                         |                     |                     |                                 |                                 |                                 |                                 |                                 |                                 |                          |                          |                          |                          |                          |                          |                          |                          |
|                        |                        |                        |                        |                        |                        |                       |                       | Жуан VI               | Жуан VI               | Жуан VI               | Жуан VI               | Жуан VI                     | Жуан VI                     |                             |                             | Карлота Жоакіна Іспанська   | Карлота Жоакіна Іспанська   | Карлота Жоакіна Іспанська | Карлота Жоакіна Іспанська | Карлота Жоакіна Іспанська | Карлота Жоакіна Іспанська |                   |                   |                   |                   | Віктор Емануїл I  | Віктор Емануїл I  | Віктор Емануїл I | Віктор Емануїл I | Віктор Емануїл I        | Віктор Емануїл I        |                         |                         |                         |                         |                     |                     |                                 |                                 |                                 |                                 |                                 |                                 |                          |                          | Марія Тереза Австрійська | Марія Тереза Австрійська | Марія Тереза Австрійська | Марія Тереза Австрійська | Марія Тереза Австрійська | Марія Тереза Австрійська |
|                        |                        |                        |                        |                        |                        |                       |                       | Жуан VI               | Жуан VI               | Жуан VI               | Жуан VI               | Жуан VI                     | Жуан VI                     |                             |                             | Карлота Жоакіна Іспанська   | Карлота Жоакіна Іспанська   | Карлота Жоакіна Іспанська | Карлота Жоакіна Іспанська | Карлота Жоакіна Іспанська | Карлота Жоакіна Іспанська |                   |                   |                   |                   | Віктор Емануїл I  | Віктор Емануїл I  | Віктор Емануїл I | Віктор Емануїл I | Віктор Емануїл I        | Віктор Емануїл I        |                         |                         |                         |                         |                     |                     |                                 |                                 |                                 |                                 |                                 |                                 |                          |                          | Марія Тереза Австрійська | Марія Тереза Австрійська | Марія Тереза Австрійська | Марія Тереза Австрійська | Марія Тереза Австрійська | Марія Тереза Австрійська |
|                        |                        |                        |                        |                        |                        |                       |                       |                       |                       |                       |                       |                             |                             |                             |                             |                             |                             |                           |                           |                           |                           |                   |                   |                   |                   |                   |                   |                  |                  |                         |                         |                         |                         |                         |                         |                     |                     |                                 |                                 |                                 |                                 |                                 |                                 |                          |                          |                          |                          |                          |                          |                          |                          |
| Карлос Марія де Бурбон | Карлос Марія де Бурбон | Карлос Марія де Бурбон | Карлос Марія де Бурбон | Карлос Марія де Бурбон | Карлос Марія де Бурбон |                       |                       |                       |                       |                       |                       | Марія Франциска де Браганса | Марія Франциска де Браганса | Марія Франциска де Браганса | Марія Франциска де Браганса | Марія Франциска де Браганса | Марія Франциска де Браганса |                           |                           |                           |                           |                   |                   |                   |                   |                   |                   |                  |                  |                         |                         |                         |                         | Франческо IV д'Есте     | Франческо IV д'Есте     | Франческо IV д'Есте | Франческо IV д'Есте | Франческо IV д'Есте             | Франческо IV д'Есте             |                                 |                                 | Марія Беатріче Савойська        | Марія Беатріче Савойська        | Марія Беатріче Савойська | Марія Беатріче Савойська | Марія Беатріче Савойська | Марія Беатріче Савойська |                          |                          |                          |                          |
| Карлос Марія де Бурбон | Карлос Марія де Бурбон | Карлос Марія де Бурбон | Карлос Марія де Бурбон | Карлос Марія де Бурбон | Карлос Марія де Бурбон |                       |                       |                       |                       |                       |                       | Марія Франциска де Браганса | Марія Франциска де Браганса | Марія Франциска де Браганса | Марія Франциска де Браганса | Марія Франциска де Браганса | Марія Франциска де Браганса |                           |                           |                           |                           |                   |                   |                   |                   |                   |                   |                  |                  |                         |                         |                         |                         | Франческо IV д'Есте     | Франческо IV д'Есте     | Франческо IV д'Есте | Франческо IV д'Есте | Франческо IV д'Есте             | Франческо IV д'Есте             |                                 |                                 | Марія Беатріче Савойська        | Марія Беатріче Савойська        | Марія Беатріче Савойська | Марія Беатріче Савойська | Марія Беатріче Савойська | Марія Беатріче Савойська |                          |                          |                          |                          |
|                        |                        |                        |                        |                        |                        |                       |                       |                       |                       |                       |                       |                             |                             |                             |                             |                             |                             |                           |                           |                           |                           |                   |                   |                   |                   |                   |                   |                  |                  |                         |                         |                         |                         |                         |                         |                     |                     |                                 |                                 |                                 |                                 |                                 |                                 |                          |                          |                          |                          |                          |                          |                          |                          |
|                        |                        |                        |                        |                        |                        | Хуан Карлос де Бурбон | Хуан Карлос де Бурбон | Хуан Карлос де Бурбон | Хуан Карлос де Бурбон | Хуан Карлос де Бурбон | Хуан Карлос де Бурбон |                             |                             |                             |                             |                             |                             |                           |                           |                           |                           |                   |                   |                   |                   |                   |                   |                  |                  |                         |                         |                         |                         |                         |                         |                     |                     | Марія Беатріче Австрійська-Есте | Марія Беатріче Австрійська-Есте | Марія Беатріче Австрійська-Есте | Марія Беатріче Австрійська-Есте | Марія Беатріче Австрійська-Есте | Марія Беатріче Австрійська-Есте |                          |                          |                          |                          |                          |                          |                          |                          |
|                        |                        |                        |                        |                        |                        | Хуан Карлос де Бурбон | Хуан Карлос де Бурбон | Хуан Карлос де Бурбон | Хуан Карлос де Бурбон | Хуан Карлос де Бурбон | Хуан Карлос де Бурбон |                             |                             |                             |                             |                             |                             |                           |                           |                           |                           |                   |                   |                   |                   |                   |                   |                  |                  |                         |                         |                         |                         |                         |                         |                     |                     | Марія Беатріче Австрійська-Есте | Марія Беатріче Австрійська-Есте | Марія Беатріче Австрійська-Есте | Марія Беатріче Австрійська-Есте | Марія Беатріче Австрійська-Есте | Марія Беатріче Австрійська-Есте |                          |                          |                          |                          |                          |                          |                          |                          |
|                        |                        |                        |                        |                        |                        |                       |                       |                       |                       |                       |                       |                             |                             |                             |                             |                             |                             |                           |                           |                           |                           |                   |                   |                   |                   |                   |                   |                  |                  |                         |                         |                         |                         |                         |                         |                     |                     |                                 |                                 |                                 |                                 |                                 |                                 |                          |                          |                          |                          |                          |                          |                          |                          |
|                        |                        |                        |                        |                        |                        |                       |                       |                       |                       |                       |                       |                             |                             |                             |                             |                             |                             |                           |                           |                           |                           | Карлос            |                   |                   |                   |                   |                   |                  |                  |                         |                         |                         |                         |                         |                         |                     |                     |                                 |                                 |                                 |                                 |                                 |                                 |                          |                          |                          |                          |                          |                          |                          |                          |